# Шахнович, Марианна Михайловна
Мариа́нна Миха́йловна Шахно́вич (род. 23 июля 1957 года, Ленинград, СССР) — советский и российский религиовед и философ религии, специалист в области истории античной философии. Доктор философских наук, профессор. Профессор и заведующая кафедрой философии религии и религиоведения философского факультета СПбГУ, профессор кафедры проблем междисциплинарного синтеза в области социальных и гуманитарных наук факультета свободных искусств и наук СПбГУ, заместитель декана факультета по научной работе.

## Биография
Родилась 23 июля 1957 года в Ленинграде в семье известного философа, историка культуры и фольклориста Михаила Иосифовича Шахновича и историка религии Любови Исааковны Емелях.
В 1979 году с отличием окончила философский факультет Ленинградского государственного университета.
С 1979 по 1997 годы — научный сотрудник Государственного музея истории религии, совмещала работу в музее с преподавательской деятельностью на философском факультете СПбГУ.
В 1982 году защитила диссертацию на соискание учёной степени кандидата философских наук по теме «Эпикур и проблемы атеизма» (специальность 09.00.06 — научный атеизм).
C 1999 по настоящее время — профессор и заведующая кафедрой философии религии и религиоведения философского факультета СПбГУ, заместитель декана по научной работе — председатель научной комиссии факультета свободных наук и искусств СПбГУ
В 2000 году защитила диссертацию на соискание учёной степени доктора философских наук по теме «Философия религии Эпикура и эпикурейская традиция в истории европейской мысли» (специальность 09.00.03 — история философии).
Член редакционной коллегии журналов «Религиоведение», «Государство, религия, церковь в России и за рубежом», «Numen»
По данным старшего преподавателя кафедры философии религии и религиоведения философского факультета МГУ П. Н. Костылева, М. М. Шахнович является одним из немногих российских религиоведов, участвовавших в значимых международных конференциях не менее трёх раз, а также «лидером участия», представляющим на конференциях права других российских религиоведов. Также Шахнович стала первым российским религиоведом, вошедшим в организационный комитет конгресса Международной Ассоциации истории религий.
Область научных интересов: философия религии, теоретические и методологические проблемы религиоведения, история общественной мысли, античная традиция в истории культуры.
Автор более 200 научных публикаций.

## Научная деятельность
В своих трудах М. М. Шахнович рассматривает теоретические и методологические вопросы религиоведения, исследует историю философии религии. По её мнению в европейской культуре, начиная с середины I в. до н. э., существовала и продолжает существовать эпикурейская традиция, связанная с восприятием и распространением атомизма, секулярной этики и свободомыслия. По сохранившимся источникам воссоздала теологию и благочестие Эпикура.

## Преподавательская деятельность
Читает курсы лекций «Античная и средневековая философия», «История религий», «Антропология религии», «История отечественного и зарубежного религиоведения», «Библия как памятник истории и культуры», «Античная философия религии», «История философии религии Нового времени», «Основные направления западной христианской теологии XX века».

## Общественная деятельность
- Председатель секции «Философия религии» Проблемного Совета по философии при Минвуз РФ[2].
- Член Совета по взаимодействию с религиозными объединениями при Президенте Российской Федерации;[10]
- Член Президиума Учебно-методического Совета по философии, политологии и религиоведению Учебно-методического объединения по классическому университетскому образованию;[10]
- Сопредседатель Российского сообщества преподавателей религиоведения;[10]
- Член Европейской ассоциации по изучению религий (EASR) с 2004 года;[11]
- Член исполнительного комитета Международной ассоциации истории религий (IAHR)[12], заместитель казначея Международной ассоциации истории религий;[13]
- Член и Секретарь Управляющего Совета Ассоциации российских религиоведческих центров[14]

## Научные труды

### Диссертации
- Шахнович М. М. Философия религии Эпикура и эпикурейская традиция в истории европейской мысли Архивная копия от 26 апреля 2012 на Wayback Machine: автореф. дис. на соиск. учен. степ. д.филос.н.: спец. 09.00.03 / Шахнович Марианна Михайловна; С.-Петерб. гос. ун-т. — Санкт-Петербург: Б.и.: 2000. — 54 с.; 21 см.

### Монографии
- Шахнович М. М. Парадоксы теологии Эпикура. — СПб.: Санкт-Петербургское философское общество, 2000.
- Шахнович М. М. Сад Эпикура. Философия религии Эпикура и эпикурейская традиция в истории европейской культуры. Архивная копия от 22 сентября 2016 на Wayback Machine — СПб.: Изд-во СПбГУ, 2002.
- Шахнович М. М. Очерки по истории религиоведения. — СПб: Изд-во СПбГУ, 2006.
- Шахнович М. М., Чумакова Т. В. Музей истории религии Академии Наук СССР и российское религиоведение (1932—1961). — СПб.: Наука, 2014.— 458 с. ISBN 978-5-02-038397-5
- Шахнович М. М., Чумакова Т. В. Идеология и наука: Изучение религии в эпоху культурной революции в СССР. — СПб.: Наука, 2016.— 367 с. ISBN 978-5-02-039567-1
- Марианна Шахнович, Екатерина Терюкова. Научный атеизм: от науки к утопии. — СПб.: ГМИР, 2023.

### Редактор, составитель и автор
- Религии мира. Учебное пособие. / Под ред. М. М. Шахнович. Издание второе, дополненное. — СПб.: Издательство Санкт-Петербургского университета, 2005.
- Религиоведение. Учебное пособие. / Под ред. М. М. Шахнович. Издание второе, дополненное. — СПб.: Питер, 2012.
- Религия в меняющемся мире. / Отв. ред. М. М. Шахнович. — СПб.: Изд-во СПбГУ, 2012.
- Шахнович М. М., Чумакова Т. В. Основы религиозных культур и светской этики. Основы мировых религиозных культур. Учебник для 4 класса. — М.: Просвещение, 2013.
- Антиклерикализм как культурно-исторический феномен Архивная копия от 7 января 2015 на Wayback Machine / Отв. ред. М. М. Шахнович. — СПб.: Изд-во СПбГУ, 2011.
- Антология отечественного религиоведения. Петербургская религиоведческая школа. Книга I. Часть 1: 1900-е — 1960-е годы XX в. / Сост. и общ. ред. М. М. Шахнович, В. В. Шмидт. // Вопросы религии и религиоведения. Вып. 4. — М.: ИД «МедиаПром», 2010.
- Антология отечественного религиоведения. Петербургская религиоведческая школа. Книга II. Ч. 1. / Сост. и общ. ред. М. М. Шахнович, Е. А. Терюкова, В. В. Шмидт. // Вопросы религии и религиоведения. Вып. 4. — М.: ИД «МедиаПром», 2010.
- Философия религии: учебник для академического бакалавриата / Шахнович М. М. — М.: Юрайт, 2015. — 273 с. — (Бакалавр.Академический курс.). — ISBN 978-5-9916-5647-4.
- История религиоведения и интеллектуальная история России XIX — первой половины XX века. Архивные материалы и исследования / отв. ред. М. М. Шахнович, Е. А. Терюкова. — СПб.: Изд-во С.-Петерб. ун-та, 2018.

### Научные статьи
- Эпикур в Древней Руси // Русское православие и атеизм в отечественной истории: Сб. науч. трудов / ГМИРиА. — Л.: Изд-во ГМИРиА, 1988. — С. 81—91.
- Диагор Мелосский — античный критик религии // Проблемы религиеведения и атеизма в музеях. — Л., 1989. — С. 130—143.
- Учение софистов о религии // Вестник Санкт-Петербургского университета. — Сер. 6. Вып. — № 3. — 1992.
- The Study of Religion in the Soviet Union // Numen, vol 40, no. 1 (1993). — P. 67-81
- Некоторые проблемы эпикурейской этики и иудаизм // Проблема интеграции философских культур в свете компаративистского подхода. — СПбГУ, 1996.
- Антропологическое религиоведение в российской академической науке в первой четверти XX века // Петербургская академия наук в истории академий мира. Том IV. — СПб., 1999;
- Джереми Бентам о религии // Наука о морали. Дж. Бентам и Россия / Философский век. — № 9. — СПб., 1999
- Египтомания и театрализация пространства Архивная копия от 1 июня 2013 на Wayback Machine // Виртуальное пространство культуры Архивная копия от 3 марта 2013 на Wayback Machine. Материалы научной конференции 11-13 апреля 2000 г. / Отв. ред. Соколов Е. Г. — Серия «Symposium», выпуск 3. — СПб.: Санкт-Петербургское философское общество, 2000. — С. 211—213
- Русское православное богословие и эпикуреизм (X—XIX вв.) // Идейное наследие русской философии. — СПб.: «Летний сад», 2000. — C. 58-72
- Античная философия религии и парадоксы античного атеизма // AKADEMIA. Материалы и исследования по истории платонизма. — Вып. 3. — СПб., 2000.
- Христианизация эпикуреизма в эпоху Возрождения и раннего Нового времени Архивная копия от 11 мая 2013 на Wayback Machine // Христианская культура на пороге третьего тысячелетия. Материалы научной конференции 12-14 июня 2000 г. / Сост и науч. ред. М. М. Шахнович. — Серия «Symposium», выпуск 5. СПб.: Санкт-Петербургское философское общество:СПбГУ, 2000. — С.21-28
- Происхождение греческой философии и восточная традиция: проблема влияний Архивная копия от 3 мая 2013 на Wayback Machine // Методология гуманитарного знания в перспективе XXI века. Архивная копия от 26 ноября 2012 на Wayback Machine К 80-летию профессора М. С. Кагана. Материалы международной научной конференции. 18 мая 2001 г. Санкт-Петербург. Серия «Symposium». — Вып. № 12. — СПб.: Санкт-Петербургское философское общество, 2001. — C.258-264.
- Феноменологическое религиоведение: между теологией и «наукой о религии» Архивная копия от 3 мая 2013 на Wayback Machine // Вестник Санкт-Петербургского университета, 2001. — Сер.6. Вып. 4. — С. 3-12.
- Спиноза в зеркале русской культуры конца XIX-начала XX вв. Архивная копия от 31 мая 2013 на Wayback Machine // Религия и нравственность в секулярном мире. Материалы научной конференции. 28-30 ноября 2001 года, Санкт-Петербург. Архивная копия от 27 октября 2012 на Wayback Machine — СПб.: Санкт-Петербургское философское общество, 2001. — С. 225—229
- Феноменологическое религиоведение: история и метод Архивная копия от 18 ноября 2012 на Wayback Machine // Miscellanea humanitaria philosophiae. Очерки по философии и культуре Архивная копия от 27 декабря 2012 на Wayback Machine. К 60-летию профессора Юрия Никифоровича Солонина. Серия «Мыслители», выпуск 5. — СПб.: Санкт-Петербургское философское общество, 2001. — С.301-308
- Эпикурейская пирушка // Homo philosophans. Сборник к 60-летию профессора К. А. Сергеева. / Отв. ред. Перов Ю. В. — Серия «Мыслители», выпуск 12. — СПб.: Санкт-Петербургское философское общество, 2002. — С. 453—456
- Theological Paradox in Epicurus// Epicurus: His Continuing Influence and Contemporary Relevance. Ed.by Dane R.Gordon and David B.Suits. RIT Cary Graphic Arts Press, 2003. — P. 157—167.
- «Наука о религии» в современном российском обществе Архивная копия от 1 июня 2013 на Wayback Machine // Религия и гражданское общество: проблема толерантности. Материалы Круглого стола (16 ноября 2002). Архивная копия от 27 октября 2012 на Wayback Machine/ Сост и науч. ред. М. М. Шахнович. — СПб.: Санкт-Петербургское философское общество, 2003. — C.75-79.
- Мифологемы «остров блаженных» и «золотой век» в римском эпикуреизме Архивная копия от 31 мая 2013 на Wayback Machine // Образ рая: от мифа к утопии. Архивная копия от 27 октября 2012 на Wayback Machine Серия «Symposium», выпуск 31. — СПб.: Санкт-Петербургское философское общество, 2003. — С.61-75
- Кант и современная Religionswissenschaft / Актуальность Канта. Сб. статей / Отв. ред. Д. Н. Разеев. — Изд-во СПбГУ, 2005. — С. 85-91.
- Отношение провинции к столице (по материалам русских сказок о пошехонцах) // Человек верующий в культуре Древней Руси. Материалы международной научной конференции 5 — 6 декабря 2005 года Архивная копия от 16 августа 2016 на Wayback Machine / Отв. ред. Т. В. Чумакова. — СПб., Издательство «Лема», 2005. — С. 201—206. — 252 с. — ISBN 5-98709-013-X
- Музей истории религии АН СССР в Казанском Соборе: борьба за спасение здания и сохранение музея (1946—1951) // Труды Государственного музея истории религии. Вып. 6-7. — СПб., 2007. — С. 21-42.
- Преподавание истории мировых религий и проблемы межкультурного и межконфессионального диалога / Межкультурный и межконфессиональный диалог через образование. Ч.4. Материалы в помощь учителю. Совместная программа сотрудничества между Европейской комиссией и Советом Европы в Российской Федерации: Министерство образования и науки РФ. — М., 2007. — С. 25-32.
- Петербургская религиоведческая школа: истоки и традиция (недоступная ссылка) / Вестник Российского Сообщества преподавателей религиоведения. Вып. 1. — М.: Изд-во «Социально-политическая мысль». — 2008. — С. 26-33.
- Этика и философия религии в сочинениях Филодема из Гадары // Вестник Санкт-Петербургского университета. — Серия 6: Философия. Культурология. Политология. Право. Международные отношения.. — Вып. 1. — 2009. — С. 90-99.
- Генезис и трансформация понятия «атеизм» // Религиоведение. — № 4. — 2010. — С. 4-15.
- Эпикуреизм и христианство в философском и теологическом дискурсе эллинистической эпохи // Государство, религия, Церковь в России и за рубежом. — № 4. — 2010. — С. 189—197.
- История античной философии и гендерные исследования: преодоление стереотипов. //Философия в диалоге культур: материалы Всемирного дня философии. — М.: Прогресс-традиция, 2010. — С. 221—226
- О фольклористике, этнографии и истории религии (письма к М. И. Шахновичу) // Религиоведение. — 2011. — № 3. — С. 171—179.
- О фольклористике, этнографии и истории религии (письма к М. И. Шахновичу) // Религиоведение. — 2011. — № 4. — С. 170—176.
- Лукреций // Культура Возрождения. Энциклопедия в 2-х тт. / Отв. ред. О. Ф. Кудрявцев, Н. В. Ревякина. Т.II, кн. 1. — М.: РОССПЭН, 2011. — С. 134—136;
- Эпикур // Культура Возрождения. Энциклопедия в 2-х тт. / Отв. ред. О. Ф. Кудрявцев. Т.II, кн. 2. — М.: РОССПЭН, 2011. — С. 652—654.
- Л. Я. Штернберг и «наука о религии» // Лев Штернберг — гражданин, ученый, педагог. К 150-летию со дня рождения. / Под. ред. Е. А. Резвана. — СПб.: МАЭ РАН, 2012. — С. 190—200.
- Книга «Правда о „Сионских мудрецах“» и история её написания // Религиоведение. — 2012. — № 2. — С. 185—194.
- Когнитивная наука и исследования религии // Государство, религия, церковь в России и за рубежом. — 2013. — № 3. — С. 32 — 63.
- И. А. Боричевский (1892—1941) и его докторская диссертация по эпикурейской логике. И. А. Боричевский. Папирус Филодема. Публикация и комментарии // Вопросы философии. — 2013. — № 3. — С. 114—132.
- Секция по изучению религий народов СССР при Музее истории религии Академии наук СССР (1934 г.) // Государство, религия, церковь в России и за рубежом — 2013. — № 1. — С. 199—216.
- Лукреций // Православная энциклопедия. — М., 2016. — Т. XLI : Ливаний — Львовский в честь Преображения Господня женский монастырь. — С. 643-646. — 30 000 экз. — ISBN 978-5-89572-021-9.

## Публицистика
- Шахнович М. М. «Наука о религии» между молотом и наковальней. // Независимая газета-Религии, 04.12.2002
- Муравьёв А. В., Шахнович М. М. Религия в современной российской школе Архивная копия от 29 ноября 2012 на Wayback Machine // Отечественные записки № 4 (49) 2012.

## Прочее

### Автобиография
- Шахнович М. М. Папа, Я и философия Архивная копия от 31 мая 2013 на Wayback Machine // Vita Cogitans: Альманах молодых философов. Выпуск 1. — СПб.: Санкт-Петербургское философское общество, 2002. — С.63-73